# Flugunfall einer Let L-410 Turbolet bei Yirol 2018
Ein Flugunfall einer Let L-410 Turbolet ereignete sich am 9. September 2018 in Yirol, Südsudan, als sich die Let L-410 auf dem Weg vom Flughafen Juba zum Flugplatz Yirol befand. Das Flugzeug transportierte insgesamt 23 Passagiere und Crew. 20 Personen wurden direkt beim bei Aufprall getötet, unter anderem der anglikanische Bischof von Yirol, Simon Adut Yuang. Das Kleinflugzeug stürzte aufgrund schweren Nebels und schlechter Sicht in den Yirol-See.

## Über das Flugzeug
Das Flugzeug mit der Registrierung UR-TWO wurde von der ukrainischen Slaver Kompani für die südsudanesische South West Aviation betrieben. Es war 1984 an Aeroflot ausgeliefert, dann an verschiedene Betreiber verliehen worden, bis es 2006 in Riwne, Ukraine, eingelagert wurde. Im April 2018 wurde das Flugzeug von der Slaver Kompani erworben und seit Mai wet-leased (mit Besatzung vermietet).